# Футболна академия Литекс
Футболна Академия Литекс е детско-юношеската школа на ПФК Литекс (Ловеч), чиято основна дейност е селекцията и развитието на млади футболни таланти, които впоследствие да станат част от представителния отбор на клуба.

## Настоящи състави

### Дублиращ отбор (Род. 1991 и 92 г.)

#### Треньор:Петко Петков
Формацията участва в шампионата на Дублиращата група на България. 

### Юноши старша възраст U 19 (1992 – 1993 г.)
Треньор: Николай Димитров-Джайч

### Юноши младша възраст U 17 (1994 – 1995)
Треньор: Евгени Колев

### Юноши младша възраст 1995 г.
Треньор: Пламен Линков

### Деца Род. 1996 г.
Треньор: Ивайло Станев

### Деца – Род. 1997 г.
Треньор: Димитър Здравчев

### Подготвителни групи Род. 1999 – 2000 г.
Треньор: Митко Маринов 

### Подготвителни групи Род. 2001 – 2002 г.
Треньор: Митко Маринов 